# Rick Green
Pour les articles homonymes, voir Green.
Rick Green est un scénariste, acteur, réalisateur et producteur canadien ayant un tdah (Trouble du déficit de l'attention avec ou sans hyperactivité). Ce dernier est né le 4 novembre 1953 à Toronto (Canada). Il est animateur pour l'émission The Red Green Show.

## Biographie
Rick Green est modéliste ferroviaire. Il possède une chaîne YouTube prénommé (Rick Has ADHD) ou sont publié fréquemment des vidéos sur la neuro-atypicité dont le tdah. 

## Filmographie

### Comme scénariste
- 1983 : All in Good Taste
- 2005 : The Frantics TV Special (TV)

### comme Acteur
- 2005 : The Frantics TV Special (TV)
- 2003 : Le roi, c'est moi (série télévisée)
- 2005 : The Frantics TV Special (TV)

### comme Réalisateur
- 2005 : The Frantics TV Special (TV)
- 1998 : History Bites (série télévisée)

### comme Producteur
- 1991 : The Red Green Show (série télévisée)
- 1998 : History Bites (série télévisée)